# 山陽山淺一
山陽山 淺一（さんようざん せんいち、1915年8月7日 - 没年不明）は、岡山県小田郡（現在の笠岡市）出身で、出羽海部屋所属の1940年代に活躍した元大相撲力士。本名は、藤井 浅一（ふじい せんいち）。現役時代の体格は身長185cm、体重96kg。得意手は突っ張り、寄り、上手投げ。最高位は東十両3枚目。

## 来歴
1930年5月場所に初土俵。1940年1月場所に十両昇進。柔軟な体格から繰り出す突っ張りを持ち味とし、その取り口は闘志に溢れていた。新十両の場所を8勝7敗と勝ち越すと、1941年5月場所には自己最高位となる東十両3枚目まで番付を上げたが、2勝13敗と大敗し、幕下へ陥落した。翌1942年1月場所では幕下優勝を果たして1場所で十両へ復帰した。十両下位で2勝13敗と大敗した1943年1月場所限りで廃業した（続く1943年5月場所は幕下力士として番付に名前が載ったのみ）。

## 主な成績
- 通算成績：93勝105敗9休  勝率.470
- 十両成績：34勝56敗  勝率.378
- 現役在位：19場所
- 十両在位：6場所
- 各段優勝
  - 幕下優勝：1回（1942年1月場所）

### 場所別成績
| 1930年 （昭和5年） | x                   | x                | （前相撲）             | （前相撲）       |
| 1931年 （昭和6年） | 西序ノ口6枚目 –     | 西序ノ口6枚目 –  | 東序二段27枚目 –       | 東序二段27枚目 – |
| 1932年 （昭和7年） | 西序二段24枚目 –    | 西序二段24枚目 – | 西三段目34枚目 –       | 西三段目34枚目 – |
| 1933年 （昭和8年） | 西三段目15枚目 –    | x                | 東三段目21枚目 –       | x                |
| 1934年 （昭和9年） | 東三段目24枚目 –    | x                | 西三段目5枚目 4–2      | x                |
| 1935年 （昭和10年） | 西幕下17枚目 6–5    | x                | 西幕下9枚目 6–5        | x                |
| 1936年 （昭和11年） | 西幕下4枚目 1–5–5   | x                | 東幕下19枚目 6–5       | x                |
| 1937年 （昭和12年） | 東幕下12枚目 5–6    | x                | 西幕下22枚目 8–5       | x                |
| 1938年 （昭和13年） | 西幕下9枚目 4–5–4   | x                | 西幕下26枚目 3–4       | x                |
| 1939年 （昭和14年） | 西幕下29枚目 4–3    | x                | 東幕下17枚目 5–3       | x                |
| 1940年 （昭和15年） | 西十両15枚目 8–7    | x                | 西十両8枚目 7–8        | x                |
| 1941年 （昭和16年） | 東十両8枚目 9–6     | x                | 東十両3枚目 2–13       | x                |
| 1942年 （昭和17年） | 東幕下筆頭 優勝 7–1 | x                | 東十両7枚目 6–9        | x                |
| 1943年 （昭和18年） | 東十両12枚目 2–13   | x                | 西幕下8枚目 引退 0–0–0 | x                |
| 各欄の数字は、「勝ち-負け-休場」を示す。 優勝 引退 休場 十両 幕下 三賞：敢=敢闘賞、殊=殊勲賞、技=技能賞 その他：★=金星 番付階級：幕内 - 十両 - 幕下 - 三段目 - 序二段 - 序ノ口 幕内序列：横綱 - 大関 - 関脇 - 小結 - 前頭（「#数字」は各位内の序列） |                     |                  |                        |                  |

## 改名歴
- 小藤井 淺一（こふじい せんいち）1930年5月場所 - 1937年1月場所
- 山陽山 喜久光（さんようざん きくみつ）1937年5月場所 - 1941年1月場所
- 山陽山 淺一（さんようざん せんいち）1941年5月場所 - 1942年1月場所
- 山陽山 喜久光（さんようざん きくみつ）1942年5月場所 - 1943年1月場所